# Епархия Буэнавентуры
Епархия Буэнавентуры (лат. Dioecesis Bonaventurensis) — епархия Римско-Католической церкви с центром в городе Буэнавентура, Колумбия. Епархия Буэнавентуры входит в митрополию Кали. Кафедральным собором епархии Буэнавентуры является церковь святого Бонавентуры.

## История
14 ноября 1952 года Римский папа Пий XII выпустил буллу «Provida mater Ecclesia», которой учредил апостольский викариат Буэнавентуры, выделит его из епархии Кали (сегодня — Архиепархия Кали) и Апостольская префектура апостольской префектуры Тумако (сегодня — Епархия Тумако).
30 ноября 1996 года Римский папа Иоанн Павел II выпустил буллу «Ministerium apostolicum», которой преобразовал апостольский викариат Буэнавентуры в епархию.

## Ординарии епархии
- епископ Gerardo Valencia Cano M.X.Y.[1] (24.03.1953 — 21.01.1972);
- епископ Heriberto Correa Yepes M.X.Y. (29.01.1973 — 30.11.1996);
- епископ Rigoberto Corredor Bermúdez (30.11.1996 — 19.12.2003) — назначен епископом Гарсона;
- епископ Héctor Epalza Quintero P.S.S. (29.04.2004 — по настоящее время).

## Источник
- Annuario Pontificio, Libreria Editrice Vaticana, Città del Vaticano, 2003, ISBN 88-209-7422-3
- Булла Provida mater Ecclesia, AAS 45 (1953), стр. 257  (лат.)
- Булла Ministerium apostolicum  (лат.)